# 魏普雷希特山脈
72°0′S 13°30′E / 72.000°S 13.500°E
魏普雷希特山脈（德語：Weyprechtberge）是南極洲的山脈，位於毛德皇后地，屬於赫爾山脈西部的一部分，處於帕耶山脈以西16公里，該山峰由德國探險隊發現。